# Escut de Sant Gregori
L'escut oficial de Sant Gregori té el següent blasonament:
Escut caironat partit: 1r. de gules, una creu papal d'argent; 2n. d'or, 4 pals de gules. Per timbre una corona mural de poble.

## Història
Va ser aprovat el 5 d'agost de 1988 i publicat al DOGC el 12 de setembre del mateix any amb el número 1042.
La creu papal és l'atribut de sant Gregori (papa del segle vi-vii), patró del poble. Els quatre pals de Catalunya recorden que la localitat va estar sota la jurisdicció de la Corona.